# Eleazar ben Shammua
Eleazer ben Shammua o Eleazar I (ebraico: אלעזר בן שמוע) (Galilea, II secolo – ...) era un saggio ebreo, rabbino Tanna della 4ª generazione (135 – 170 e.v.).
Citato frequentemente nella letteratura rabbinica senza patronimico. Era di discendenza sacerdotale e ricco; acquisì grande fama come insegnante della Legge tradizionale ebraica.

## Ordinazione
Eleazer ben Shammua fu discepolo di Rabbi Akiva,, ma a causa delle persecuzioni dell'imperatore Adriano e la proibizione di osservanze ebraiche, non fu ordinato rabbino da lui. Tuttavia, dopo la morte di Akiva, Rabbi Judah ben Baba ordinò Eleazar, insieme a Rabbi Meir, Jose ben Halafta, Judah bar Ilai e Shimon bar Yohai, in un luogo appartato tra Usha e Shefar'am. L'ordinante fu individuato e ucciso brutalmente, ma gli ordinati riuscirono a scappare e divennero i custodi e disseminatori della tradizione ebraica.

## Motti
(Eleazer ben Shammua)
I suoi discepoli una volta gli chiesero come mai avesse meritato una longevità inusuale, al che rispose: "Non ho mai convertito la sinagoga in un passaggio [per comodità]; non ho mai calpestato le teste del popolo santo [cioè, arrivar tardi alla scuola ed passar per le file degli studenti attenti - cfr. Abdan], e non ho mai pronunciato la benedizione sacerdotale prima di dare la benedizione che la precede". Quando gli chiesero quali meriti  avrebbero salvato l'uomo dalle tribolazioni che devono precedere l'epoca messianica, Eleazar rispose: "Che si adoperi nello studio della Legge e in buone azioni". Secondo Eleazar, sia i bambini che gli adulti devoti entreranno nella gloria di Dio. Insegnò anche che il mondo si appoggia su un solo pilastro, il nome del quale è Giustizia, come dice la Bibbia (Proverbi 10:25, vers. ebr.), "il giusto è il fondamento del mondo".
Il seguente aneddoto su Eleazar viene ripetuto due volte nei Midrashim:: Rabbi Eleazar visitò un certo luogo dove era stato invitato a guidare il popolo in preghiera, ma fece sapere di essere incapace di farlo. "Cosa!" gridò la gente attonita, "è forse costui il celebrato Rabbi Eleazar? Certo non si merita di esser chiamato 'Rabbi'!" Il volto di Eleazar si colorì di rossore per la vergogna e scappò dal suo maestro Rabbi Akiva. "Perché sei così scosso?" chiese Akiva; al che Eleazar raccontò lo spiacevole incidente. "Il mio maestro vuole imparare?" chiese Akiva; e, ricevendo la risposta affermativa di Eleazar, Akiva lo istruì. Successivamente, Eleazar visitò nuovamente la scena della sua mortificazione e la gente nuovamente gli chiese di guidarli nella preghiera. Questa volta Eleazar accettò subito la richiesta, al che la gente osservò: "Rabbi Eleazar si è tolta la museruola" (איטחסם, da חסם = "metter la museruola") e lo chiamarono "Eleazar Hasma". L'eroe di questo aneddoto è senza dubbio il soggetto in esame e non, come a volte si crede,  Eleazar Ḥisma. Quest'ultimo non fu mai discepolo di Rabbi Akiva. Infatti era più anziano di Akiva e, nell'esposizione della discussione halakhica tra lui e Eleazar ben Azariah e Akiva, il suo nome precede quello di Akiva. Eleazar I fu riconosciuto come discepolo di Akiva e i Midrashim affermano esplicitamente che egli "andò da Akiva, suo insegnante".